# 24 h Jérusalem
 (octobre 2021).
Si vous disposez d'ouvrages ou d'articles de référence ou si vous connaissez des sites web de qualité traitant du thème abordé ici, merci de compléter l'article en donnant les références utiles à sa vérifiabilité et en les liant à la section « Notes et références ».
24 h Jérusalem est une émission de télévision documentaire germano-française réalisée par Volker Heise. L'émission dure 24 heures chrono et elle est diffusée sans interruption du 12 au 13 avril 2014 sur Arte à partir de 6h du matin.

## Concept de l'émission
Filmée un an plus tôt, nous suivons pendant 24 heures et en temps réel la vie des habitants de Jérusalem, personnalités célèbres ou anonymes. Avec aussi toutes les demi-heures un point météo local et des petites leçons d'histoire sur la ville.

## Résumé

### 06h - 09h
6 heures du matin, le jour se lève à Jérusalem. Pour la plupart des gens, c'est l'heure de se lever. Alors que pour certains, comme Yana Glazer, travaillant la nuit comme sage-femme à la maternité, c'est bientôt l'heure d'aller se coucher. Dans une boulangerie à Jérusalem-Ouest, on prépare de la hallah depuis toute la nuit, pain traditionnel pour le jour du chabbat. Les éboueurs Ofer Yagan et Avi Malki commencent à vider les poubelles. L'Allemande Constanze Klatt vit avec le Palestinien Jamal qu'elle a rencontré à Barcelone, tous deux architectes, vivant avec leur fille Lina. Constanze prépare du café pour son mari qui a beaucoup de mal à se lever. Celui-ci doit ensuite conduire sa fille au jardin d'enfants, puis partir travailler. Le moine franciscain Armando Pierucci commence sa journée à célébrer seul la messe comme chaque matin. Terry Boulata réveille ses deux filles adolescentes Yasmine et Zeina pour l'école chrétienne. Elle doit ensuite se rendre à l'école d'Abu Dis où elle est directrice. Imad Hoshiyah se rend à l'hôtel Ambassador où il travaille. Moran Mizrahi, une femme d'affaires divorcée, réveille sa fille Achinoam et la conduit à l'école. Le Palestinien Munther El Rajabi accompagne sa cousine handicapée jusqu'au bus scolaire. Il explique la vie difficile depuis l'arrivée des colons dans le quartier de Silwan où il habite. Au même moment, l'église du Saint-Sépulcre est ouverte. Des chrétiens du monde entier y viennent nombreux. Pendant ce temps, certains enfants vont à l'école religieuse.

### 09h - 12h
La journée est bien lancée. La météo prévoit des éclaircies mais aussi des averses avec une température maximale de 16 degrés à midi, plutôt frais pour le mois d'avril. Les juifs et les musulmans vont prier à la mosquée al-Aqsa. Philippe Agret commence à travailler à Agence France-Presse à Jérusalem. Ariel Weitzel et sa collègue Hagar Ben-Naim travaillent au commissariat de la vieille ville de Jérusalem. Ils patrouillent ensemble les quartiers. Quant à Imad Hoshiyah, il doit faire le ménage et ranger les chambres de l'hôtel jusqu'à 14h00. Moran Mizrahi arrive au marché Mahane Yehuda, où elle possède un café et une boulangerie. Esther Shimberg numérise de vieux documents allemands au mémorial de Yad Vashem. Armando Pierucci compose une musique. Il écrit les notes puis il fait des essais sur son orgue. Le rabbin Shmuel Stern enseigne l'écriture à ses élèves. Giselle Cycowicz, née en Europe, nous raconte la période de son enfance. Elle a survécu à la Seconde Guerre mondiale et à la shoah. David Rubinger, photographe à la retraite, consacre à ses passe-temps favoris, dont à jouer à un jeu vidéo sur son ordinateur et à faire des mots croisés. Il sort ensuite prendre un café. Où qu'il aille, David ne se sépare jamais de son appareil photo. À 10h30, Claudia Adada, originaire allemande, part au travail dans une laverie. Rencontre aussi avec Ruth Bach, une retraitée née à Berlin, installée à Jérusalem en 1940 avec sa famille. Elle se fait aider quotidiennement par Marybel Victorio, originaire des Philippines. Mahmoud al-Salaymeh, un adolescent de 14 ans, vit à Shuafat, juste en face du mur où se trouve de l'autre côté le territoire israélien. Il a quitté l'école très tôt et il passe ses journées à jouer avec ses sept frères et sœurs. Le photographe Jim Hollander, qui a notamment photographié les deux Intifada, prépare le sujet du jour. Il se rend ensuite dans la vieille ville de Jérusalem sur la Via Dolorosa où a lieu le tournage d'un film mettant en vedette une star chinoise qu'il veut photographier.

### 12h - 15h
Armando Pierucci donne des cours de chant aux trois sœurs du Saint-Sauveur. L'avocate Batya Kahana-Dror a rendez-vous avec ses collègues. Elle doit aider une cliente qui est en instance de divorce. À l'école religieuse, les enfants étudient la Torah. Netanel célèbre sa Bar Mitzvah au mur des Lamentations. Pendant ce temps, Jim Hollander tente de photographier Zhang Jingchu. L'actrice chinoise accorde quelques minutes d'interview aux journalistes qui sont venus nombreux. Esther Shimberg a fini son travail. Elle va au Tombeau de Rachel à Bethléem pour prier. Elle est née à Berlin, mais elle s'est adaptée à la culture juive. Vers 14h00, l'école se ferme. La plupart des enfants à Jérusalem n'y vont pas du tout, comme Mahmoud al-Salaymeh. Ce jeune garçon de 14 ans passe toute sa journée à jouer et à se promener avec ses copains. Rania Zughayer se fait du souci pour ses deux frères, Achraf et Amir, qui sont en prison, accusés d'avoir transporté des martyrs commettant un attentat où six personnes ont été tuées. Moran Mizrahi récupère sa fille Achinoam à l'école. Elles passent l'après-midi ensemble à faire la cuisine.

### 15h - 18h
Le frère de Ruth Bach, Gabriel, vient lui rendre visite. Il raconte à la caméra sa fuite de Berlin à Amsterdam durant la Première Guerre mondiale et de son arrivée aux Pays-Bas puis à Jérusalem. Munther El Rajabi vient chercher Manal, sa cousine handicapée, au bus scolaire. Ce Palestinien au chômage, vit avec sa femme et ses deux enfants. Bogdan Oralbekov, un pèlerin venu de Russie à Jérusalem pour une année entière, visite le jardin de Gethsémani. L'architecte Jamal Mahmoud est dans un immeuble en construction à Méa Shéarim, quartier situé au nord de la ville. Pendant ce temps, David Rubinger est à la Knesset et nous montre ses photos sur les hommes et les femmes politiques. Le père Armando Pierucci continu d'enseigner la musique aux élèves. Il a ouvert une école de musique au couvent de Saint-Sauveur en 1995. Les enfants qui viennent apprendre sont de toutes religions. Jim Hollander photographie une manifestation qui a lieu au Porte de Damas. Esther Shimberg, célibataire, cherche un homme idéal. Elle a rendez-vous avec une marieuse.

### 18h - 21h
Le comédien Yisrael Campbell, qui fait des tournées un peu partout dans le monde, arrive aujourd'hui à Jérusalem. Italo-américain par sa mère et irlandais par son père, il s'est converti au judaïsme à Los Angeles puis a migré dans la ville en 2000. La fille de Moran Mizrahi, Achinoam, doit aller chez son père comme chaque jour férié. Elle n'aime pas cette situation. Pendant ce temps-là, pour la plupart des familles, c'est l'heure de dîner. Terry Boulata prépare à manger pour ses deux filles, tandis que la famille Mahmoud est déjà à table. La maklouba est le plat principal en Palestine. Quant à Ruth Bach et Marybel Victorio, elles sont invitées chez une amie, Esther, elle aussi retraitée et aidée par Mary Lou, venue des Philippines. Sur des chansons de Beyoncé, Ayelet Finkelstein enseigne la pole dance. 19h00, les boutiques du marché Mahane Yehuda commencent à fermer. Certaines restent ouverte jusqu'à 21h00. Le couple musicien Michael et Shimrit Greilsammer répète avant de monter sur scène. Yisrael Campbell se dirige vers le théâtre où il joue ce soir là. Le public l'attend avec impatience. Et pendant ce temps, Jenan al-Dijjani, une jeune Palestinienne de 16 ans, nous raconte sa passion pour les bijoux, dont elle veut devenir créatrice.

### 21h - 00h
La nuit est tombée à Jérusalem. L'église du Saint-Sépulcre commence à fermer. Les pèlerins qui ne sont pas encore sortis, peuvent rester enfermé jusqu'au lendemain matin. Les boutiques du marché Mahane Yehuda sont transformées en bar. Ruth Bach visionne ses photos et nous raconte ses souvenirs d'enfance. Elle regarde ensuite la télé avant d'aller se coucher. Marybel Victorio, aide à domicile, est toujours là en cas de besoin. Mohammad Mughrabi, musicien et guitariste du groupe G-Town, habite dans un camp de réfugiés de Shuafat à Jérusalem-Est. Dans la boulangerie de Majdi Abu Snineh, on commence à préparer du pain traditionnel pour le lendemain matin, tandis que Constanze Klatt et son mari Jamal, travaillent sur un projet de construction. Michael Greilsammer et sa femme Shimrit donnent un concert improvisé. À 22h30, Yana Glazer se lève pour aller travailler comme sage-femme à la maternité. Le peintre Dan Gruber travaille lui aussi la nuit. Armando Pierucci fait sa dernière prière de la journée au couvent de Saint-Sauveur.

### 00h - 03h
C'est la nuit à Jérusalem. Aaron Guez est de garde de 23h à 7h du matin dans une agence de télésurveillance. Le musicien Mohammad Mughrabi déjeune à minuit avec ses amis avant d'aller au studio jusqu'à 6h du matin. Il nous raconte aussi la difficulté de trouver un emploi à Jérusalem, surtout en Cisjordanie quand on vient d'un camp de réfugiés. Meir Brown travaille la nuit dans un service de soutien psychologique. Yana Glazer est au service à la maternité, où une femme attend un enfant. Le tramway s'arrête de 1h30 à 5h30. Inauguré en 2011, Jérusalem est la seule ville du pays à posséder un tramway. Dans la grande église orthodoxe éthiopienne, les fidèles viennent prier jusqu'à l'aube.

### 03h - 06h
Au studio, Mohammad Mughrabi et son ami musicien Fadi, enregistrent leur propre musique. L'artiste graffeur Dan Gruber, continue de travailler. Il est juif religieux, originaire de France, marié et père de sept enfants. Cette nuit là, il se rend dans un quartier juif chargé d'histoire. L'hôpital Sainte-Marie-des-Allemands, un lieu très ancien d'environ 1 000 ans, qui selon lui, est l'endroit qui se prête le mieux à faire de l'art juif. À 5h, on ouvre les portes du Saint-Sépulcre. Devant la porte de Damas, on attend la livraison du pain. À 5h30, le tramway commence à prendre service.

## Autour du documentaire
Cinq ans après 24 h Berlin, le réalisateur Volker Heise a voulu repartir sur le même principe à Jérusalem. Après deux ans de préparation, le tournage s'est déroulé en 24 heures du 18 au 19 avril 2013 avec 70 équipes de tournage, françaises, allemandes, israéliennes et palestiniennes, soit environ 500 personnes pour suivre environ 90 protagonistes. Le tournage était au départ prévu pour le 6 septembre 2012, mais a finalement été reporté en raison d'un appel au boycott par des groupes palestiniens. En avril 2013, trois jours avant le tournage, les Palestiniens appellent de nouveau à un boycott, ce qui va obliger l'équipe à faire quelques modifications du scénario. L'équipe reçoit aussi des menaces sur les réseaux sociaux.
Après sa diffusion, le documentaire était disponible pendant 2 mois sur le site de télévision de rattrapage Arte+7. Un coffret DVD sort le 4 juillet 2014, mais uniquement en versions allemande et anglaise.